# Achelia brevirostris
Achelia brevirostris là một loài nhện biển trong họ Ammotheidae. Loài này thuộc chi Achelia. Achelia brevirostris được miêu tả khoa học năm 1961 bởi Losina-Losinsky.